# مرغ بیشه
وِکامرغ، یلوه‌مرغ، مرغ بیشه یا مرغ مائوری (نام علمی: Gallirallus australis) نوعی پرنده بی‌پرواز بومی انحصاری نیوزیلند از تیره یلوگان است. این پرنده تقریباً به اندازه یک مرغ خانگی کوچک است. وکامرغ‌ها همه‌چیزخوارند و بیشتر از بی‌مهرگان و میوه‌ها تغذیه می‌کنند.
این جانور در ردهٔ حفاظتی آسیب‌پذیر قرار گرفته و مهم‌ترین خطر برای آن از ناحیه جانوران غیربومی است. سگ‌ها و گربه‌ها و راسوها وکاها را شکار می‌کنند. راسوها و قاقم‌ها خطری برای جوجه‌هایشان هستند و قاقم‌ها و رات‌ها تخم‌هایشان را می‌خورند. گونه‌های غیربومی دیگر نیز رقیب غذایی آنها به‌شمار می‌روند و گیاه‌خوارانی چون خوک و بز و گوزن نیز با درهم ریختن ساختار جنگل‌ها و پوشش گیاهی تهدیدی برای این پرنده‌ها هستند.